# 杉原勝興
杉原 勝興（すぎはら かつおき、? - 延宝3年5月26日（1675年7月18日））は、備中国足守藩の家老。山の手杉原家2代当主。
初代当主進藤正勝の長男。通称は長左衛門。妻は於種（木下利当次女）、後妻は於雪（木下利当三女）。子に杉原嘉中。
寛永20年（1643年）10月18日、父の跡目を継いで家老となり、「杉原」の姓と「立ち沢瀉」の家紋を与えられる。明暦元年（1655年）1月3日に200石加増の話があったが、すでに過分の知行を拝領しているとして辞退しようとした。しかし利当も引かなかったため、勝興が鉄砲足軽30人を召抱えるという形で加増を受け、都合1450石となった。延宝2年（1674年）冬、病により家老を辞し、翌年5月26日に病死した。